# Italienische Aufnahmezentren in Albanien
Die italienischen Aufnahmezentren in Albanien sind zwei Aufnahmezentren für Asylsuchende im Norden Albaniens, die von Italien gebaut wurden und von Italien betrieben werden. Albanien hat Italien Grundstücke im Hafen von Shëngjin und auf dem Militärflugplatz Gjadër überlassen, um im Mittelmeer aufgegriffene männliche Migranten aus „sicheren Herkunftsländern“ während der Beurteilung des Asylverfahrens unterbringen zu können. Die Aufnahmezentren – in den Medien auch „Meloniland“ genannt – sind seit Oktober 2024 betriebsbereit.
Italien ist das erste europäische Land, das Asylbewerber in ein Drittland verbringt für die Dauer der Prüfung des Asylverfahrens. Das Verfahren, oft als „Albanien-Modell“ bezeichnet, fand europaweit Aufmerksamkeit. Gerichte in Italien haben die Anwendung des Abkommens mehrmals blockiert, da sie die Inhaftierung von Asylbewerbern – ob in Albanien oder in Italien – als unzulässig erachtet haben.

## Hintergrund und „Albanien-Modell“

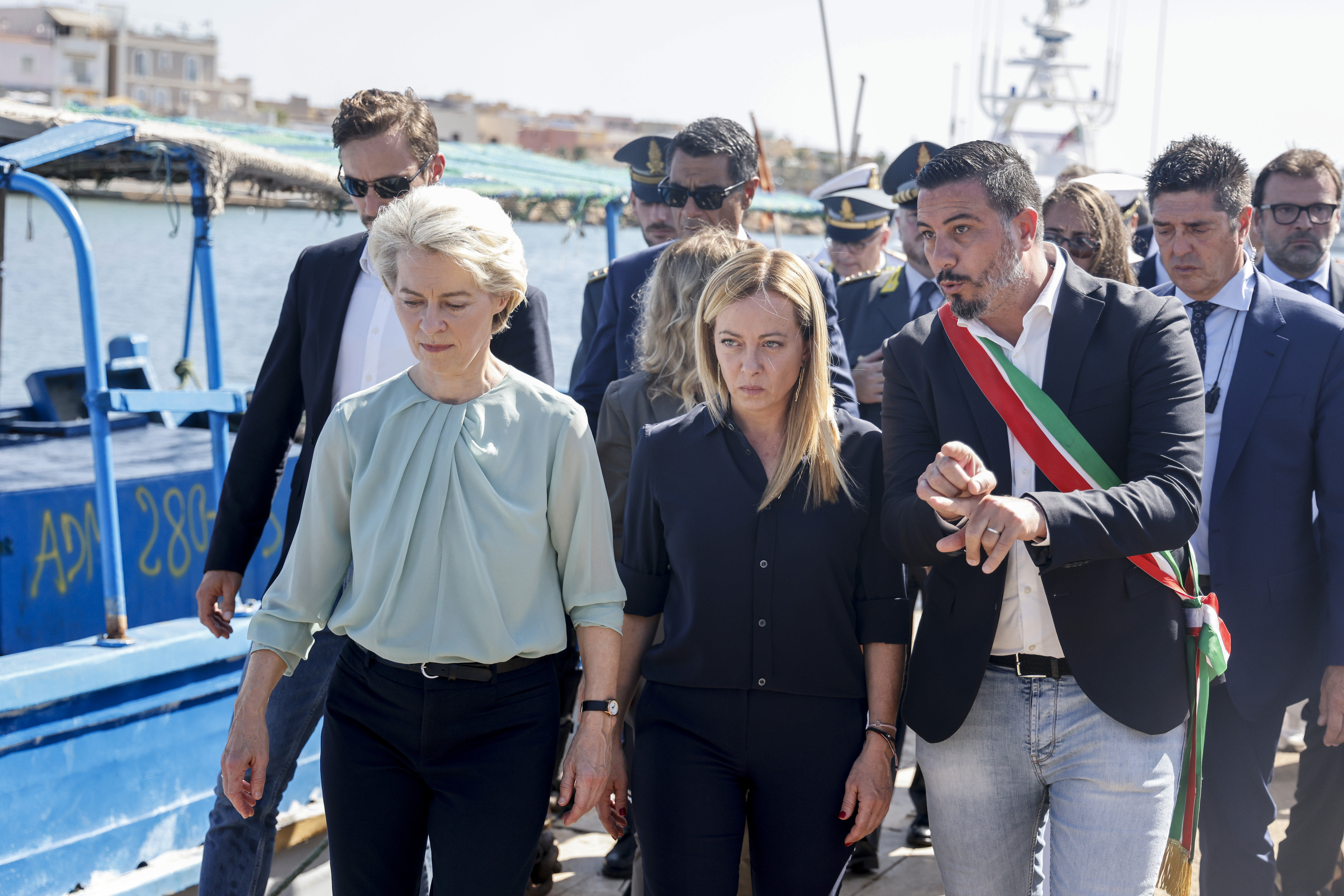
Giorgia Meloni und Ursula von der Leyen (links) bei einem Besuch im September 2023 auf Lampedusa, um sich ein Bild der Flüchtlingskrise zu machen

Die rechtskonservative italienische Ministerpräsidentin Giorgia Meloni hatte im Wahlkampf vor der Parlamentswahl am 25. September 2022 versprochen, die Einwanderungszahlen nach Italien deutlich zu reduzieren. Die Migration nach Europa ist nicht nur in Italien, sondern in der ganzen Europäischen Union seit Jahren ein bedeutendes politisches Thema. Nachdem die Zahl der Migranten zu Beginn von Melonis Amtszeit weiter gestiegen waren, kündigte sie im September 2023 an, härter gegen die illegale Einwanderung vorgehen zu wollen. So kündigte die Regierung eine Abschiebehaft von bis zu 18 Monaten an und beauftragte das Militär, in dünn besiedelten Regionen Italiens Abschiebegefängnisse einzurichten, um dort illegal Eingereiste festzusetzen.
Noch im gleichen Monat wurde in Pozzallo auf Sizilien ein erstes geschlossenes Zentrum mit 80 Plätzen für Migranten aus „sicheren Herkunftsländern“ eröffnet.
Gerichte beurteilten die Inhaftierung von Migranten dort aber als unzulässig.
Am 6. November 2023 verkündete Meloni die nächste Maßnahmen. Während eines Arbeitsbesuchs des albanischen Ministerpräsidenten Edi Rama in Rom vereinbarten die beiden Ministerpräsidenten, dass Italien Migranten, die in internationalen Gewässern gerettet wurden, in Albanien unterbringen dürfe – besonders schutzbedürftige Personen wie Minderjährige, Kranke und Frauen ausgenommen. Hierfür wurde der Bau von zwei Aufnahmezentren in Albanien vereinbart. Meloni begründete den Staatsvertrag damit, dass es „innovative Lösungen“ brauche, um Schlepperei und illegale Einwanderung einzudämmen. Rama verwies auf die lange Verbundenheit zwischen den Ländern und den Willen, dem Nachbarn beizustehen. Beobachter erachteten das albanische Entgegenkommen vor allem als Aktion, um Goodwill zu schaffen für die anstehenden EU-Beitrittsverhandlungen.
Albanien hatte bereits zwei Mal Flüchtlinge aufgenommen, um US-amerikanische Probleme zu lösen. So entstand bei Manza nach 2016 eine kleine Stadt von aus dem Irak geflohenen iranischen Volksmudschahedin. In Shëngjin wurden afghanische Flüchtlinge in einem Hotel untergebracht, die dort ab September 2021 auf Visa für die USA warteten.
Zahlreiche Staaten haben versucht, ihre Asylverfahren ins Ausland zu verlagern. Bekannt sind vor allem das Abkommen zwischen dem Vereinigten Königreich und Ruanda und die Flüchtlingspolitik Australiens mit Einwanderungshaft für Boatpeople (aufgegriffen in der Migrationszone) im Nauru Regional Processing Centre auf der extraterritorialen Insel Nauru. Meloni stand 2023 im Austausch mit Alexander Downer, der als Außenminister diese Migrationspolitik Australiens geprägt hatte. Neu am Albanien-Modell ist der Aspekt, dass Asylanträge, die nicht innerhalb Italiens, sondern in internationalen Gewässern gestellt werden, auch außerhalb des Landes beurteilt werden können.
Für die italienischen Aufnahmezentren in Albanien kommt schlussendlich nur ein kleiner Kreis der im Mittelmeer aufgegriffenen Flüchtlinge in Frage: Es müssen volljährige gesunde Männer aus Staaten sein, die als sichere Herkunftsländer gelten – somit Menschen, die wenig Chancen haben, in Italien Asyl zu erhalten. Minderjährige, Frauen, Flüchtlinge aus Krisenregionen, Kranke und Verletzte fallen in die Kategorie der „Vulnerablen“ und dürfen nicht nach Albanien gebracht werden.
Durch die Triagierung der Asylbewerber erhofft man sich, die einfach zu beurteilenden Begehren in Albanien in einem beschleunigten Verfahren abwickeln zu können.
Die Aufnahmezentren werden von italienischem Personal betrieben. Es gilt italienisches Recht, und die Asylanträge werden nach solchem beurteilt. Albanien ist nur für den Schutz der Anlagen von Außen zuständig. Italien versprach, in Albanien die gleichen Standards wie in Italien anzuwenden. Über die Asylanträge, deren Beurteilung in Italien in der Regel über ein Jahr dauert, soll in Albanien innerhalb von höchstens vier Wochen entschieden werden. Auch Berufungen sollen in diesem Zeitraum entschieden werden. Abgelehnte Asylbewerber sollen in ihre Heimatländer oder in sichere Drittländer gebracht werden. Angenommene Asylbewerber können nach Italien einreisen.
Italien überwies Albanien 2023 einen Betrag von 16,5 Millionen Euro für Kosten, die aus der Zusammenarbeit entstehen. Das Geld wird in einem „Fonds zur Erstattung von Aufwänden, die durch die Anwendung des italienisch-albanischen Protokolls über die Zusammenarbeit im Bereich der Migration entstanden“ (Fondo per il rimborso delle spese sostenute per l'attuazione del Protocollo italo-albanese per il rafforzamento della collaborazione in materia migratoria) verwaltet. Anrechenbare Kosten können insbesondere entstehen durch sanitarische Kontrollen, Fahndung und Zurückbringen von geflohenen Migranten, Gerichtskosten, falls Albanien von Migranten verklagt würde, und andere Kosten im Zusammenhang mit der Einreise der Migranten (von Gesundheitskosten bis zu Fahrzeugen für die Bewachungsdienste).

## Aufnahmezentren

### Registrierungszentrum in Shëngjin

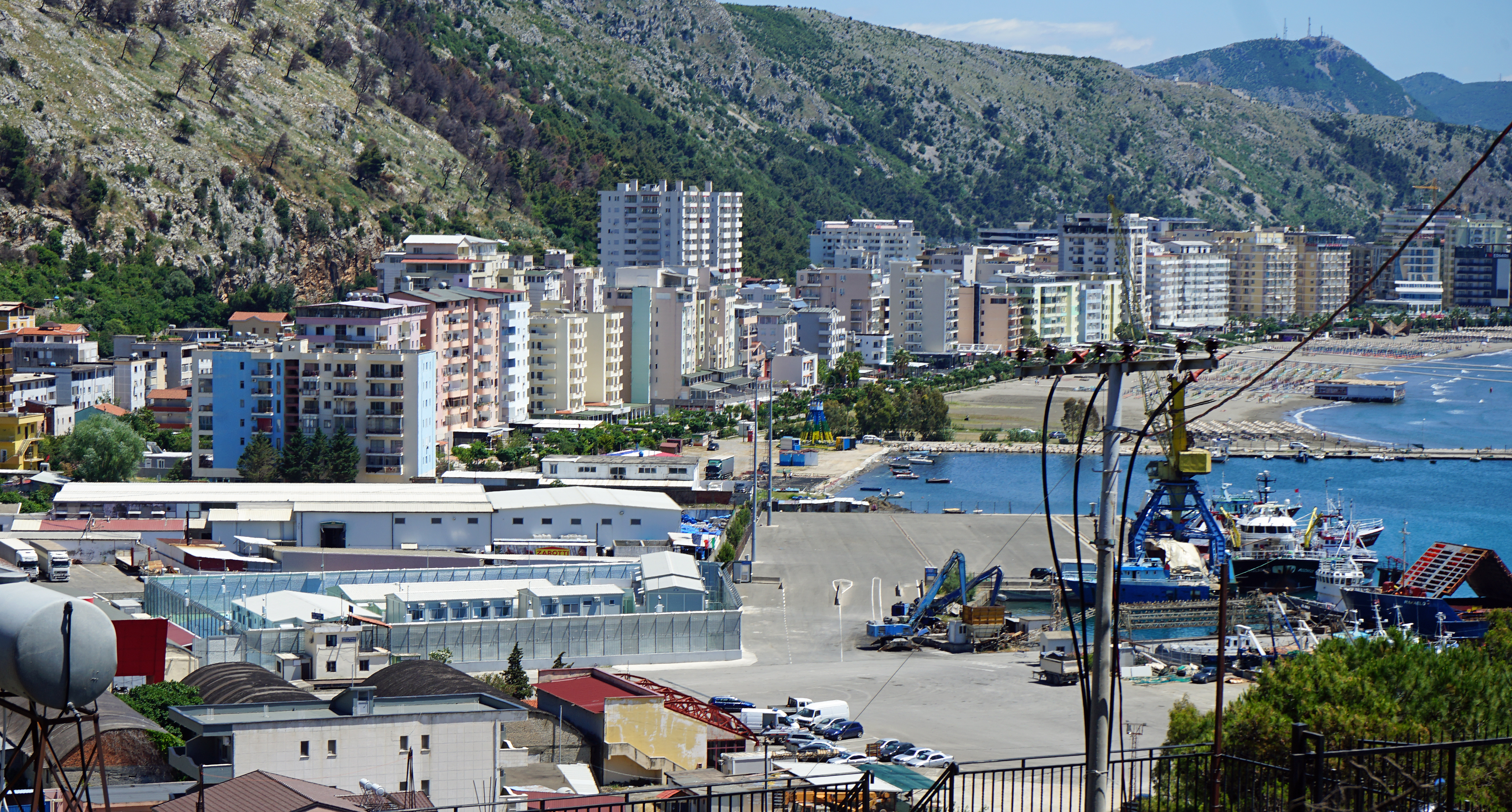
Der Hafen von Shëngjin mit dem Registrierungszentrum links

Die Hafenstadt Shëngjin ist Zentrum des Badetourismus in Nordalbanien. Neben den Hotels an den Stränden im Süden und Norden der kleinen Stadt (2023: 7000 Einwohner) findet sich im Ort auch der wichtigste Hafen Nordalbaniens, der sowohl militärisch als auch für Handel genutzt wird (mit 10'000 bis 15'000 Tonnen Güter im Monat (2023–2024) aber deutlich kleiner als der Hafen Durrës, über den 95 % der per Schiff umgeschlagenen Güter Albaniens gehen). Der Ort liegt 180 Kilometer von Italien entfernt an der Ostseite der Adria.
In Shëngjin wurde ein „Empfangszentrum“ eingerichtet, das in erster Linie der Registrierung der in Albanien einreisenden Personen dient, bevor sie nach Gjadër weiterverbracht werden. Auch gesundheitliche und Hygieneuntersuchungen sind in Shëngjin vorgesehen. Das Zentrum wurde im Gelände des kleinen Hafen des Orts, der zwischen Meer und der Hauptstraße respektive dem Hügel dahinter liegt, errichtet.
Das von einem vier Meter hohen Zaun umgebene Areal des Registrierungszentrums ist bis zu 70 Meter lang und 55 Meter breit. Zweistöckige Container sind rund um einen Hof angelegt und werden von einem Fahrweg entlang der Mauer umgeben. Im Registrierungszentrum können bis zu 200 Personen untergebracht werden. Von der Hafenmole ist es etwa 50 Meter entfernt und noch näher am Eingang zum Hafengelände.

### Bearbeitungszentrum in Gjadër

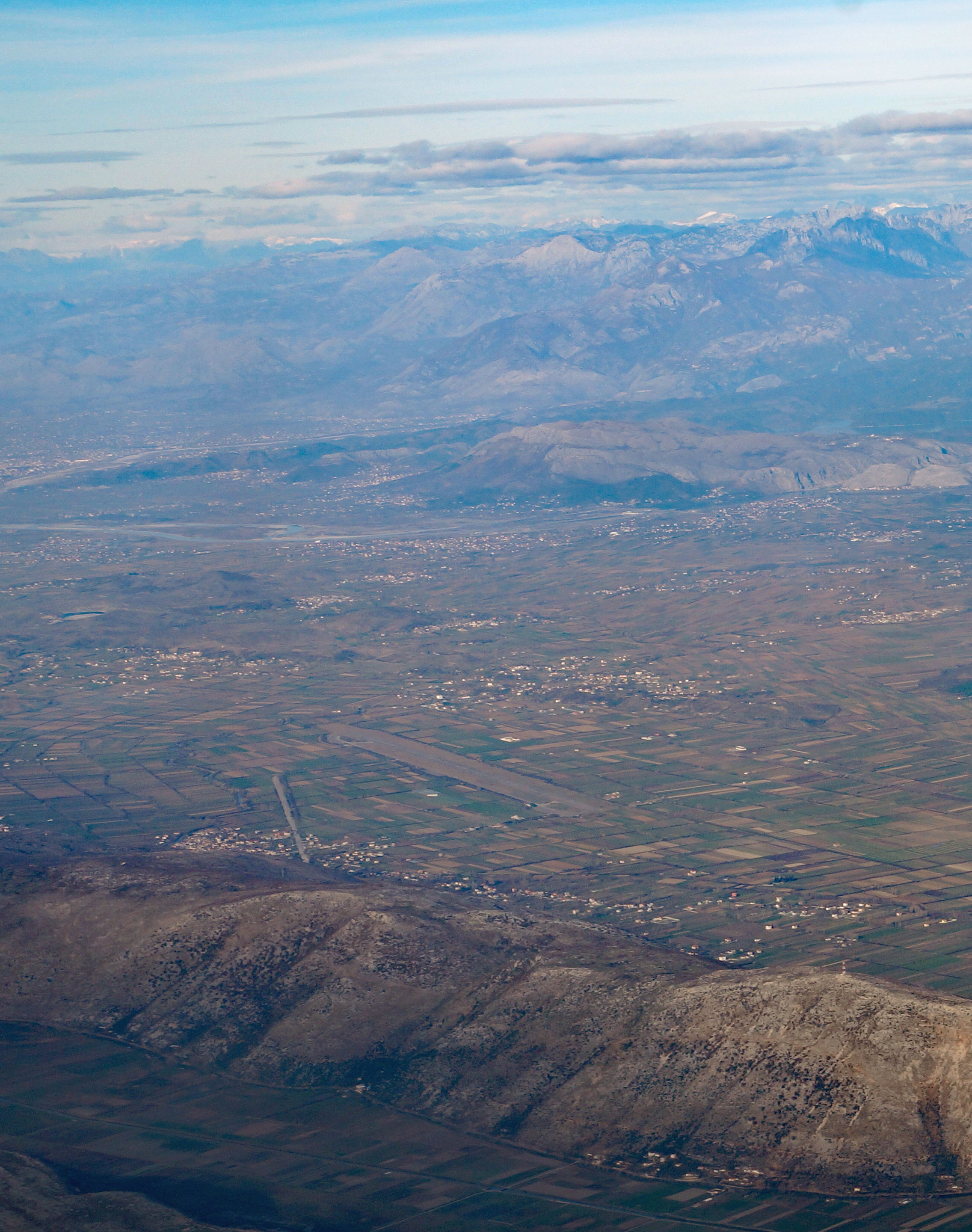
Der Militärflugplatz von Gjadër im Jahr 2016. Das Aufnahmezentrum wurde im südlichen (unteren) Bereich am Hügelfuss erbaut.

Gjadër ist ein kleines Dorf in der nordalbanischen Zadrima-Ebene, bekannt insbesondere für seinen Militärflugplatz. Luftlinie beträgt die Entfernung nach Shëngjin nur rund sechs Kilometer. Da sich zwischen den beiden Orten aber zwei Hügelzüge erheben, ist die Küste weit entfernt. Auf der Straße via die Hauptstadt der Gemeinde, Lezha, beträgt die Distanz 20 oder mehr Kilometer.
Auf dem Gelände des Militärflugplatzes hat der albanische Staat den Italienern ein mit 77.700 Quadratmetern deutlich größeres Gelände zur Verfügung gestellt. Es liegt am südwestlichen Dorfrand zwischen dem Fluss Gjadër und dem Fuß des Hügels, in dem sich die Kavernen des Flugplatzes befinden.
In Gjadër sind die Migranten während der Prüfung ihres Asylantrags untergebracht. Die erstellten Einrichtungen bieten Raum für bis zu 880 Personen. Zudem gibt es eine Abteilung mit 144 Plätzen für rückzuführende Migranten, deren Asylantrag abgelehnt worden ist, sowie ein Gefängnis für 20 Personen. Die Vereinbarung zwischen den beiden Ländern erlaubt aber einen Ausbau für bis zu 3000 Personen.
Das Areal des Aufnahmezentrums umfasst rund 5000 Quadratmeter und beinhaltet ebenfalls vor allem Container, teilweise zweistöckig aufeinandergetürmt. Die Gebäudekomplexe sind teilweise über 300 Meter voneinander entfernt und durch einen eingezäunten Verbindungsweg miteinander verbunden. Es ist von mehreren, bis zu acht Meter hohen Zäunen umgeben; die Migranten dürfen das geschlossene Lager nicht verlassen.

## Geschichte

### Vereinbarung und Bau
Nach der Unterzeichnung im November 2023 erklärte Giorgia Meloni, dass die Aufnahmezentren im Mai 2024 in Betrieb gehen sollten. Die rechtlichen, organisatorischen und technischen Herausforderungen waren aber größer, so dass sich die Arbeiten hinzogen. Das Verfassungsgericht Albaniens gab Ende Januar 2024 mit knapper Mehrheit grünes Licht für das Abkommen. Die italienische Abgeordnetenkammer hatte dem Abkommen bereits am 24. Januar 2024 zugestimmt. Am 15. Februar genehmigte auch der italienische Senat das entsprechende Gesetz. Am 22. Februar 2024 ratifizierte schlussendlich auch das Albanische Parlament das Abkommen.
Im März waren in Gjadër erste Bauaktivitäten zu erkennen. Bau und Betrieb der beiden Aufnahmezentren während fünf Jahren wurden anfänglich mit 650 Millionen Euro veranschlagt. Davon entfallen etwa 63,25 Millionen Euro auf die Erstellung der Anlagen und 30,7 Millionen Euro auf Betrieb und Technik. Weitere 11,65 Millionen Euro sind für zusätzliche Räumlichkeiten und Telefon vorgesehen und 94 Millionen Euro für die Überwachung. Mit über 260 Millionen Euro machen die Reise- und Verpflegungskosten, die Unterkünfte und die Besoldung der Vollzugsbeamten den größten Kostenpunkt aus. Mit fast 30 Millionen Euro sollen die Reisekosten und Entschädigungen für Anwälte und Übersetzer zu Buche schlagen. 42,5 Millionen Euro sind für das Anwerben und Einarbeiten neuer Mitarbeiter vorgesehen. Mit 18 Millionen Euro ist die Beurteilung der Asylanträge veranschlagt. Und 104 Millionen Euro sind vorgesehen für die Miete von Schiffen für den Transport der Flüchtlinge nach und von Albanien. Spätere Zahlen gegen Ende des Jahres 2024 gingen von 670 Millionen Euro aus.
Anfang Juni 2024 besuchte Giorgia Meloni Albanien und inspizierte das Registrierungszentrum in Shëngjin, das zu diesem Zeitpunkt praktisch fertig war. Am Schluss sollte es Oktober werden, bis die Arbeiten abgeschlossen und beide Aufnahmezentren betriebsbereit waren.
Am 11. Oktober 2024 verkündete der italienische Botschafter in Albanien, dass die beiden Aufnahmezentren bereit wären für die ersten Flüchtlinge.

### Inbetriebnahme und Gerichtsprozesse
| Land | Anzahl 2024 | Anzahl 2025 |
| --- | ----------- | ----------- |
| Ägypten                                                                                                   | 12          | ?           |
| Bangladesch                                                                                               | 12          | ?           |
| Elfenbeinküste                                                                                            | –           | ?           |
| Gambia | –           | ?           |
| Total | 24          | 49          |
| *) Inklusive diejenigen Flüchtlinge, die gleich nach der Ankunft in Albanien nach Italien gebracht wurden |             |             |

Noch vor der Eröffnung der Lager in Albanien nannte Meloni sie einen Erfolg: Die Zahl der illegalen Einwanderer war 2024 stark zurückgegangen – auf der zentralen Mittelmeerroute nach Italien um 64 %. Während die Ministerpräsidentin die abschreckende Wirkung der Verfahren in Albanien hervorhob, sahen Beobachter die Ursache vor allem in der intensiven Zusammenarbeit Italiens mit Tunesien.
Das UNHCR hat – auf entsprechende Einladung Italiens – die Absicht erklärt, den Betrieb in den Aufnahmezentren in Albanien zu überwachen. Die UNO-Organisation für Flüchtlinge will die Einhaltung der Rechte der Asylbewerber sicherstellen.
Medien berichten von rund 500 italienischen Beamten (darunter Soldaten und Carabinieri), die vor Ort in Hotels untergebracht sind.

#### Ankunft erster Flüchtlinge

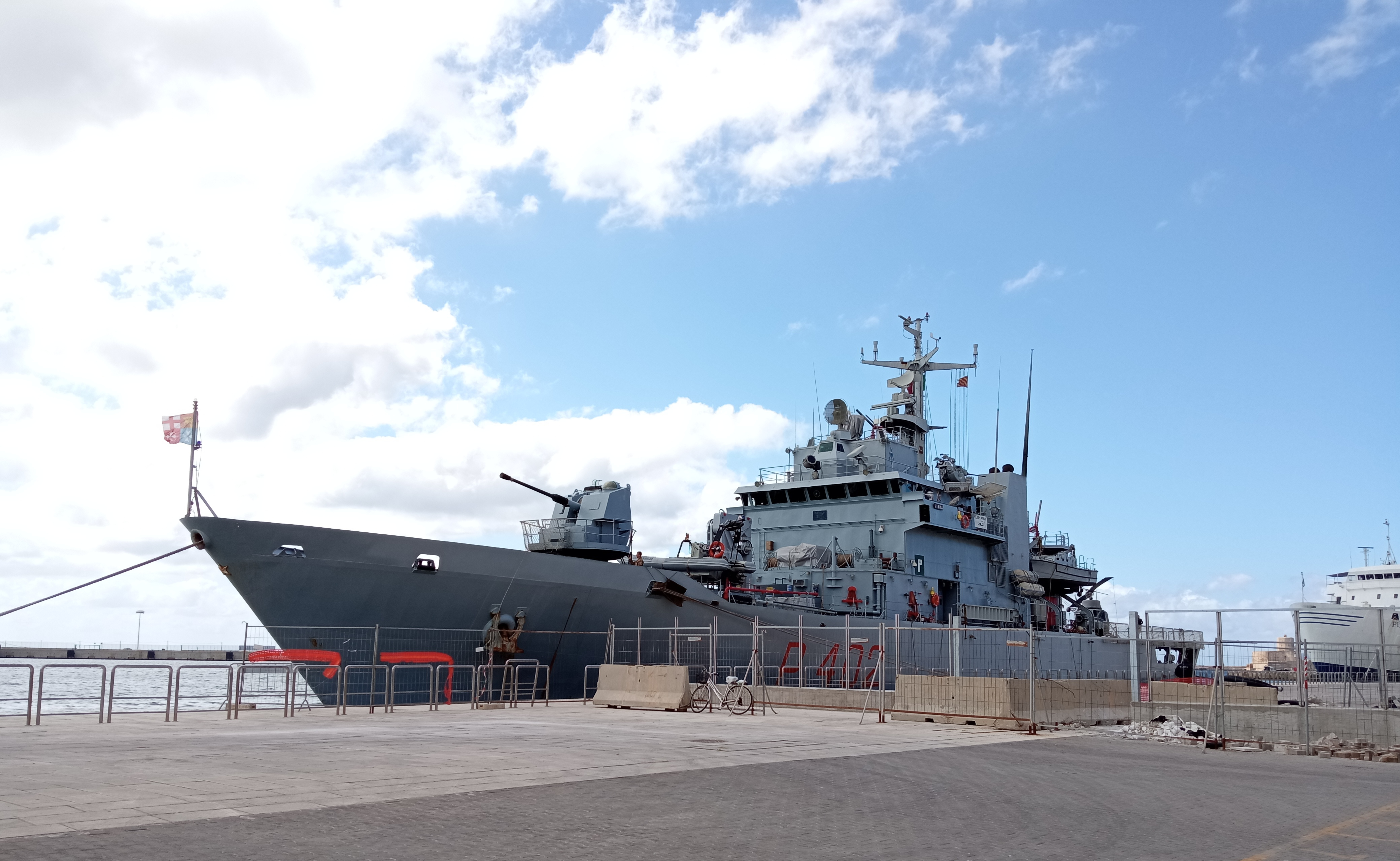
Das Patrouillenboot Libra wurde eingesetzt, um die ersten beiden Gruppen von Flüchtlingen nach Albanien zu bringen

Am 16. Oktober 2024 erreichte eine ersten Gruppe von 16 Bootsflüchtlingen, die südlich von Lampedusa aufgegriffen worden waren, Shëngjin mit dem Patrouillenboot Libra der Cassiopea-Klasse der italienischen Marine. Die Migranten kamen aus Ägypten und Bangladesch und waren die einzigen von über 2000 angekommenen Flüchtlingen, die nach Albanien gebracht wurden. Ihr Transport nach Albanien soll die italienische Staatskasse 250.000 Euro gekostet haben. Vier der Flüchtlinge mussten noch am gleichen Tag mit der Libra nach Italien zurückgebracht werden, da sie als „vulnerabel“ eingeschätzt wurden: Zwei von ihnen waren minderjährig, die anderen beiden hatten gesundheitliche Probleme. Die Asylanträge der zwölf verbliebene Migranten wurden innerhalb von weniger als 24 Stunden im Schnellverfahren abgelehnt.

Hingegen mussten auch diese zwölf am 18. Oktober von der Küstenwache in ein Aufnahmezentrum in Bari in Apulien gebracht werden. Dies war die Folge eines ersten Gerichtsurteils, das einen längeren Schlagabtausch zwischen Richtern und der italienischen Regierung über die Gesetzmäßigkeit des albanischen Modells auslöste. Richterlichen Entscheide verhinderten bisher, dass die Aufnahmezentren ihrer vorgesehenen Nutzung zugewiesen werden konnten.

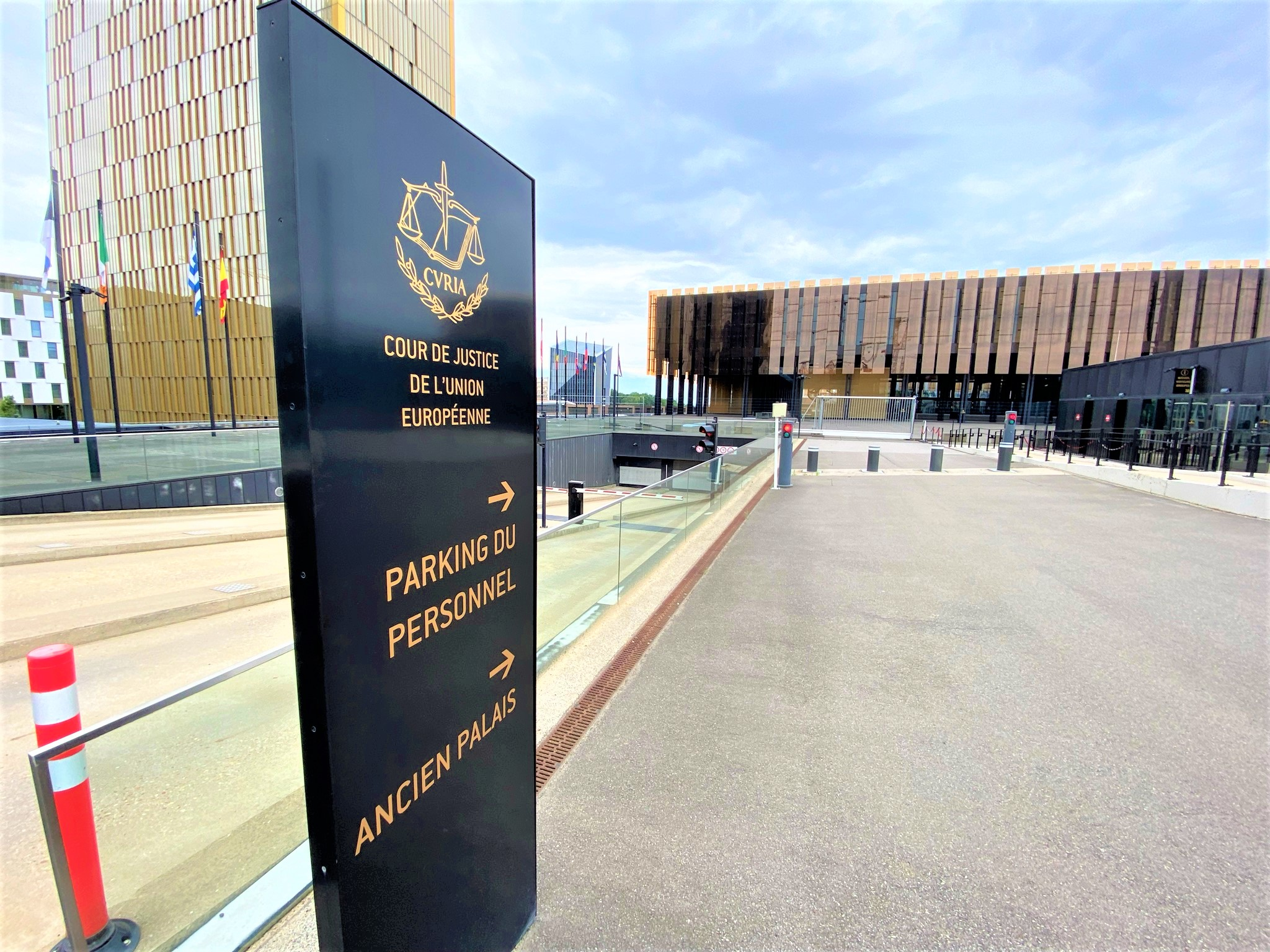
Urteile des Europäischen Gerichtshof entscheiden über die Umsetzbarkeit des Albanien-Modells

Ein Gericht in Rom entschied am 18. Oktober, dass die zwölf in Albanien verbliebenen Flüchtlinge nach Italien gebracht werden müssen. Ägypten und Bangladesch könnten nicht als komplett „sichere Länder“ betrachtet werden und es könne nicht ausgeschlossen werden, dass ihnen bei der Rückschaffung Gefahr drohe. Der Richter berief sich auf einen Entscheid des Europäischen Gerichtshofs vom 4. Oktober 2024. Dieser hatte geurteilt, dass ein ganzes Land nicht als „sicher“ gelten könne, wenn für gewisse Regionen oder bestimmte Personengruppen Risiken bestünden. Der richterliche Entscheid beurteilte aber nicht das Albanien-Modell respektive den Staatsvertrag, sondern nur die Zulässigkeit der Inhaftierung für die zwölf Personen.
Die Regierung Meloni reagierte auf den Gerichtsentscheid sogleich mit einem neuen Erlass. Dieser Regierungsbeschluss vom 21. Oktober legte die Liste der „sicheren Länder“ fest und soll weniger leicht anfechtbar als die früheren ministerialen Verfügungen sein. Die Liste umfasst die folgenden Staaten: Ägypten, Albanien, Algerien, Bangladesh, Bosnien und Herzegowina, Elfenbeinküste, Gambia, Georgien, Ghana, Kap Verde, Kosovo, Marokko, Montenegro, Nordmazedonien, Peru, Senegal, Serbien, Sri Lanka und Tunesien.
Gerichte in Catania und Palermo verfügten am 4. respektive 6. November die Freilassung von drei Ägyptern, zwei Bangladeshi, eines Senegalesen und eines Ghanesen, die inhaftiert worden waren, nachdem sie einen Asylantrag auf italienischem Boden gestellt hatten. Das Gericht entschied, dass die Herkunftsländer nicht sicher seien respektive dass ihre Herkunft aus einem „sicheren Land“ nicht ihr Recht auf Asyl einschränken dürfe. Ein Gericht aus Bologna hatte den Europäischen Gerichtshof bereits zuvor um Klärung zur Auslegung der „sichereren Herkunftsländer“ gebeten.

#### Zweite Gruppe von Flüchtlingen
Am 8. November 2024 sind erneut acht Flüchtlinge vom Patrouillenboot Libra nach Shëngjin gebracht worden. Einer oder zwei wurden in der Folge gleich nach Italien gebracht, da der Kategorie der „Vulnerabeln“ zugeordnet. Die restlichen sechs oder sieben wurden ins Lager von Gjadër verlegt.
Ein Gericht hob am 11. November die Festsetzung der sechs oder sieben Migranten auf: Die Haftanträge wurden wiederum nicht bestätigt und das Gericht verfügte die Verlegung der Migranten nach Italien. Es bat zudem den Europäischen Gerichtshof um eine Einschätzung, wann ein Land als „sichereres Herkunftsland“ gelte und ob EU-Recht oder italienisches Recht Vorrang habe. Wie bei anderen Gerichtsurteilen verurteilten Minister auch diesen Entscheid als gegen das italienische Volk und seine Sicherheit gerichtet und diskreditierten den Richter.
Die Regierung Meloni beschloss daraufhin am 15. November einige kleine Anpassungen am Erlass vom 21. Oktober. Diese Prozessanpassungen zielten vor allem darauf ab, dass die Zuständigkeit von einem Gericht für Asylfragen zum Appellationsgericht wechselt.
In Italien wurden immer mehr Stimmen laut, die das Projekt als gescheitert bezeichneten. Laut The Guardian entwickelte sich der Albanien-Deal für Giorgia Meloni zum „Desaster“: Sämtliche Asylbewerber haben am Schluss Italien erreicht. In der millionenteuren Anlagen hatten nur 18 Leute zwei Tage und fünf Leute weniger als zwölf Stunden verbracht. Meloni konnte ihr Versprechen, die Einwanderung zu stoppen, trotz extrem hoher Kosten nicht umsetzen. Dabei wäre diese Rechtsprechung absehbar gewesen. Das übergeordnete Völkerrechte wurde schon länger in diese Richtung interpretiert, und kein anderer Staat hatte ähnliche Pläne realisieren können.
Am 24. November meldeten Medien, dass Italien viel Personal aus Albanien abziehe. Einen Monat später bestätigte Meloni, dass sie am Plan festhalten wolle.

#### Dritte Gruppe von Flüchtlingen
Es sollte fast drei Monate dauern, bis Italien erneut Flüchtlinge nach Albanien schickte. Im Januar 2025 waren die Flüchtlingszahlen wieder deutlich angestiegen im Vergleich zum Vorjahr.
Die Hoffnung Melonis beruhte dabei auf einem Urteil des Obersten Gerichtshofs, dass Richter die Beschlüsse der Regierung, was ein sicheres Herkunftsland sei, nicht ignorieren dürften. Im Einzelfall könnten Gerichte aber die Einstufung, was ein sicheres Herkunftsland sei, in Frage stellen. Dieser richterliche Entscheid vermochte aber noch keine absolute Klarheit zu schaffen, unter anderem, weil er sich eigentlich auf andere Fälle bezog.

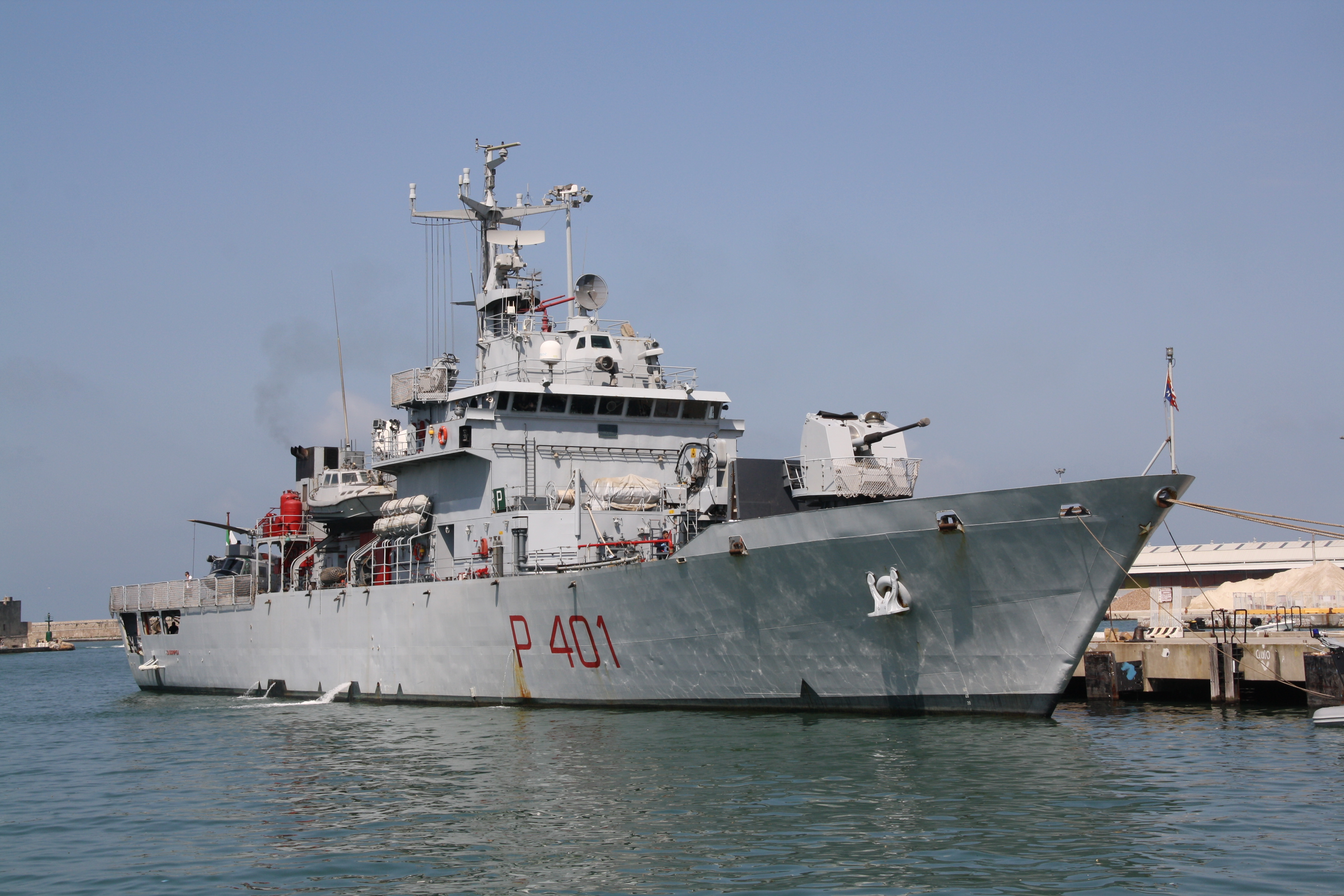
Die dritte Gruppe von Flüchtlingen wurde mit der Cassiopea nach Albanien gebracht

Das Patrouillenboot Cassiopea (Schwesterschiff der Libra aus der Cassiopea-Klasse) erreichte am 28. Januar 2025 Shëngjin mit 49 Flüchtlingen.
Die italienischen Behörden teilten mit, dass 53 Flüchtlinge einen Pass vorgelegt hätten, um zu vermeiden, dass sie nach Albanien gebracht würden. Die Migranten kamen aus Ägypten, Bangladesch, Gambia und der Elfenbeinküste. Fünf von ihnen (zwei Bangladeschi, zwei Gambier und ein Ivorer) wurden gleich nach Ankunft nach Italien gebracht – vier waren minderjährig und einer wurde sonst als vulnerable Person eingestuft.
Die übrigen Flüchtlinge wurden nach Gjadër gebracht. Schon am übernächsten Tag (30. Januar) wurde bekannt, dass die Asylanträge von 43 Personen im Schnellverfahren geprüft und abgelehnt worden seien. Der Antrag einer weiteren Person würde in einem ausführlicheren Verfahren geprüft. Eine Delegation von Beobachtern erklärte, dass sie rechtswidrig den Flüchtlingen keinen Beistand hätten leisten dürfen.
Am 31. Januar wurden erneut die Haftanträge von einem italienischen Gericht nicht bestätigt und die Verlegung sämtlicher in Gjadër festgehaltener Migranten nach Italien angeordnet. Die Richter des Appellationsgerichtshofes in Rom verwiesen darauf, dass die Frage vom Europäischen Gerichtshof entschieden werden müsse.
Mitte Februar wurde bekannt, dass die Betreiberorganisation MediHospes alle Mitarbeiter – über 100 Personen – entlassen habe.
Der EU-Generalanwalt Richard de la Tour stellte in einem Gutachten vom April 2025 fest, dass es für eine Regierung möglich sei, ein Land generell als sicheren Herkunftsstaat zu bezeichnen, auch wenn in diesem Land einzelne Gruppen diskriminiert werden. Voraussetzungen sind aber, dass diese Gruppen klar benannt werden und dass der Herkunftsstaat demokratisch ist. Das ermöglicht, dass nicht jeder Fall einzel geprüft werden müsse. Trotz Gutachten sind aber noch immer zahlreiche rechtliche Aspekte im Zusammenhang mit den extraterritorialen Aufnahmezentren unklar. Unterstützung hat Italien Mitte April 2025 von der Europäischen Union erhalten: Die Europäische Kommission schlug eine Liste vor von sicheren Herkunftsländern, die vom Rat und dem Europäischen Parlament verabschiedet werden soll. Als sicher gelten sollen Ägypten, Bangladesh, Indien, Kolumbien, Kosovo, Marokko, Tunesien sowie die Beitrittsländer Albanien, Bosnien und Herzegowina, Georgien, Moldau, Montenegro, Nordmazedonien, Serbien, Türkei und Ukraine.

#### Vierte Gruppe von Flüchtlingen – Nutzung für Abschiebehaft
Nach dem erneuten Rückschlag von Anfang 2025 prüfte die italienische Regierung gemäß italienischen Medien, ob die Anlagen in Albanien zumindest als Rückführungszentren genutzt werden könnten, über die Migranten, gegen die ein rechtskräftiger Ausweisungsentscheid vorliege, in die Heimat zurückgeschaffen werden könnten. Eine solche Umnutzung würde aber auch eine neue vertragliche Basis mit Albanien benötigen. Meloni verabschiedete am 28. März ein Dekret, das diese Nutzung respektive die Verbringung von Abschiebehäftlingen nach Albanien erlaubt.
Am 11. April 2025 brachte die Libra 40 Männer von Brindisi nach Albanien. Die Asylanträge dieser Männer waren bereits abgelehnt worden. Die Männer sollten in Gjadër inhaftiert werden, bis sie in ihre Heimatstaaten zurückgeschafft werden können. Sie stammen aus Marokko, Tunesien, Algerien, Nigeria, Ägypten, Pakistan, Bangladesch, Georgien und Moldau und waren bereits in Italien in Abschiebezentren (Centri di permanenza per i rimpatri CPR). Viele von ihnen waren in Italien straffällig geworden, unter anderem wegen Verbrechen wie Mord oder Sexualdelikten. Die Rechtmäßigkeit von Abschiebezentren außerhalb der EU ist noch offen. In Italien ist eine Abschiebungshaft erlaubt für bis zu 18 Monate. Neben Gjadër gibt es in Italien zehn Abschiebezentren (CPR). Die Aschiebehäftlinge müssen aus Albanien zuerst nach Italien zurückgebracht werden, bevor sie ausgeschafft werden können.
Über die Insassen in Abschiebehaft in Gjadër ist kaum etwas bekannt. Nur wenige Menschen haben Zugang. Die italienische Abgeordnete Rachele Scarpa reist regelmäßig nach Gjadër und berichtet von schlechtem – insbesondere psychischem – Zustand der Insassen. Die Migranten hätten keine Hoffnung oder Perspektive, fühlten sich wertlos und würden sich deshalb oft selbst verletzen.
Nach der ersten Gruppe von 40 Personen wurden bis zum 21. Mai 2025 weitere 70 Personen nach Albanien gebracht. 24 von ihnen wurden via Italien in ihre Heimat abgeschoben. Fünf Personen wurden am 9. Mai – unzuläßigerweise – direkt von Tirana aus nach Kairo ausgeflogen. Ende Juli sollen noch 29 Migranten in Gjadër in Ausschaffungshaft gewesen sein.
Am 1. August 2025 entschied der Europäische Gerichtshof im Fall von zwei Männern aus Bangladesch über die Zulässigkeit des Schnellverfahrens in Albanien mittels sicherer Herkunftsländer. Das europäische Gericht entschied, dass ein EU-Mitgliedsland per Gesetz sichere Herkunftsländer festlegen könne. Dies sei aber nur zulässig, wenn nachvollziehbar sei, weshalb das Land als sicher eingestuft ist (Bekanntgabe der Quelle), und wenn die Einordnung die ganze Bevölkerung betreffen würde (alle Regionen, alle Minderheiten egal ob ethnisch oder beispielsweise wegen sexueller Ausrichtung). Dieser Entscheid gibt etwas Klarheit bis zum Inkrafttreten des Migrations- und Asylpakets der EU am 12. Juni 2026. Meloni kritisierte das Urteil scharf.

## Reaktionen

### Zitate
„Gjader in Nordalbanien ist zum Testzentrum europäischer Migrationspolitik geworden – betrieben von Italienern.“

### Italien
Die Opposition in Italien kritisierte das Abkommen vor allem wegen der enorm hohen Kosten, ohne dass eine Wirkung garantiert sei. Es drohe, dass am Schluss viele Flüchtlinge in Albanien strandeten, weil eine Rückführung nicht möglich sei.
Die Gerichtsurteile im Herbst 2024 hatten auch Auswirkungen auf die Akzeptanz des Albanien-Modells in Albanien. Staatspräsident Sergio Mattarella hatte nach dem ersten Gerichtsentscheid Justiz und Regierung dazu aufgefordert, „endlich miteinander zu sprechen“. 55 % der Italiener missbilligten das Abkommen im Spätherbst 2024 laut einer Umfrage. Oppositionsführerin Elly Schlein verurteilte die Geldverschwendung, während die Regierung gleichzeitig die Steuern erhöhe und Budgetkürzungen vornähme. Sie forderte, dass Giorgia Meloni sich bei den Italienern entschuldige.

### Albanien
Die oppositionelle Partia Demokratike reichte erfolglos eine Verfassungsklage gegen das Abkommen mit Italien ein: Es verletze die albanische Souveränität und Verfassung, weil Staatsgebiete und Hoheitsgewalt an einen fremden Staat abgetreten würden. Zudem würden Grundrechte der inhaftierten Migranten, die ihnen gemäß Verfassung und Völkerrecht zustünden, verletzt.
Die meisten Albaner schenken den Zentren wenig Beachtung. Vor Ort in Shëngjin und Gjadër hoffen einige, dass durch Bau und Betrieb Arbeitsplätze entstehen oder die Italiener für Umsätze in Restaurants und Läden sorgen. Es kam aber anders: Kaum jemand wurde in Gjadër eingestellt und rund 50 Hafenarbeiter in Shëngjin haben ihre Stelle verloren, weil wegen der italienischen Einrichtungen weniger Platz für kommerzielle Tätigkeiten zur Verfügung stehen. Vereinzelt kam es zu kleineren Protesten von lokalen Menschenrechtsorganisationen. Oppositionspolitiker sehen in den Lagern keine Vorteile für Albanien und bezeichnete das Modell als „Schnapsidee des Autokraten Rama“.

### International
Das UNHCR unterstrich, nicht Teil der Vereinbarung zwischen Albanien und Italien zu sein, und brachte Vorbehalte gegenüber dem Verfahren an.
15 EU-Staaten haben die Europäische Kommission aufgefordert, dem italienischen Beispiel zu folgen oder es sogar zu übernehmen. Die EU beobachte die Entwicklungen und die Umsetzung in Albanien: „Ein innovativer Weg zur Bekämpfung illegaler Migration.“ (Ursula von der Leyen)
London, wo schon lange an der Auslagerung von Asylverfahren in Drittländern gearbeitet wird, zeigte Interesse am italienischen Modell. Keir Starmer ließ sich das Abkommen bei einem Besuch in Rom erklären. Die britische Regierung soll sogar geneigt sein, die Infrastruktur mitzunutzen. Sowohl Italien als auch Albanien machten aber klar, dass sie mit keinen anderen Staaten (sei es Großbritannien oder Deutschland) beim Thema Aufnahmezentren für Flüchtlinge zusammenarbeiten wollten.
Viele Migrationsexperten bezweifelten, dass das Albanien-Modell wesentlich zur Lösung der Flüchtlingskrise beitragen und erfolgreich umgesetzt werden könne.

### Kritik von Menschenrechtsorganisationen
Menschenrechtsorganisationen und Flüchtlingshelfer stehen dem Abkommen grundsätzlich kritisch gegenüber.
Oft wurde auch auf die Vereinbarung zwischen dem Vereinigten Königreich und Ruanda verwiesen, die von britischen Gerichten kassiert worden war. Die Modelle haben abgesehen von der Exterritorialität aber wenige Gemeinsamkeiten: So sah die britische Lösung nicht vor, anerkannte Asylbewerber nach Großbritannien zurückzuholen nach erfolgreichem Durchlaufen des Verfahrens. Die Prüfung des Asylantrags sollte auch nach lokalem Recht Ruandas erfolgen, weshalb der Anspruch auf ein faires Verfahren nicht garantiert sei.
Die niederländische Volt-Politikerin Anna Strolenberg, die im November 2024 das leere Lager besuchen konnte, berichtete, dass die medizinischen Betreuungseinrichtungen noch nicht fertiggestellt gewesen seien. Zudem äußerte sie Bedenken, dass die Zustände und Sicherheit im Lager ungenügend seien. In einem Kommentar gegenüber Politoco bezeichnete sie das Lager als "sehr teuren Warteraum". Andere Beobachter beklagten die Abwesenheit von Beobachtern der Internationale Organisation für Migration (IOM) während der Seetransporte: Ärzte der IOM hätten im Auftrag der Regierung die Begutachtung der Migranten vornehmen sollen. Stattdessen sei dies durch Miliärärzte geschehen, die hierfür nicht berechtigt gewesen seien. Die Beobachter hätten auch nur erschwert Zugang zu den Migranten erhalten.
Menschenrechtsaktivisten beklagten vor Inbetriebnahme die Verletzung von zahlreichen Grundprinzipien und Menschenrechten wie zum Beispiel des Grundsatzes der Nichtzurückweisung, des Rechts auf Freiheit, grundsätzlicher Rechte verfolgter Personen, des Schutzes der physischen Integrität, des Verbots von Folter und menschenunwürdiger Behandlung (zumindest als Risiko in Albanien genannt). Auch übergeordnetes europäisches Recht werde verletzt. Human Rights Watch erklärte das Albanien-Modell als „cruel farce“ (deutsch: „grausame Posse“), die Missbrauch ermögliche, Bedenken zur Einhaltung der Menschenrechten aufwerfe und die Migrationsprobleme nicht löse.
Beobachter kritisierten, dass die Flüchtlinge im Schnellverfahren keine Begleitung durch Anwälte hätten und auch keine Zeit, um sich auf die Befragung vorzubereiten. So erklärte ein Vertreter einer Organisation, die als Beobachter vor Ort waren, dass die Migranten verängstigt und desorientiert gewesen seien. Sie waren ahnungslos über das Asylverfahren, unvorbereitet und isoliert. Ihre Rechte seien durch das Albanien-Modell systematisch verletzt.
Zahlreiche Organisationen, die Flüchtlingen im Mittelmeer beiseite stehen, publizierten eine gemeinsame Erklärung, dass die Triage von Migranten in vulnerable und nicht-vulnerable Personengruppen eine Verletzung medizinethischer Grundsätze darstelle.